# 黄俊群
黄俊群（1962年—），湖北武汉人，中国女子乒乓球运动员。她曾获得1981年世界乒乓球锦标赛混合双打金牌。她也曾获得1982年亚洲乒乓球锦标赛女子双打冠军。